# Тумъндзян
Тумъндзян (още Туманган, Тумен, Туман или Тюман) (на китайски: 图们江; на корейски: 두만강; на руски: Туманная) е река в Северна Корея, провинции Рянган и Северен Хамгьон; Китай, провинция Дзилин и Русия, Приморски край, вливаща се в Японско море. Дължина 549 km, площ на водосборния басейн 41 200 km². Името на реката произлиза от монголската дума Тюмен, означаваща „десет хиляди“ – броят на основната бойна част в древномонголската армия, а на руски името ѝ е (Туманная) означаващо „мъглива“.
Река Тумъндзян (на корейски Туманган) води началото си от източния склон на вулканичния масив Байтоушан (Пектусан), на 1910 m н.в., на корейска територия. След около 30 km достига до границата с Китай и следващите около 500 km служи за граница между двете държави. На значително протежение тече в тясна и дълбока долина между Северокорейските (на югоизток) и Манджуро-Корейските планини (на северозапад). След устието на левия си приток Хайланхъ завива на изток, а след това на югоизток и тече през хълмиста равнина, като се дели на ръкави. Последните 17 km преди да се влее в Японско море чрез естуар служи за граница между Северна Корея и Русия. Основни притоци: леви – Хунцихъ, Хайланхъ, Мадзянхъ, Хунчунхъ; десни – Содусу, Санчхансу, Хверьончхон, Орьонцхон. Замръзва през ноември, а се размразява през март или април.
Тумъндзян е силно замърсена от фабриките в района. Около 100 километра от реката са плавателни за плитко газещи речни съдове само по време на пролетното пълноводие. Тъй като е по-плитка от Ялуцзян, много хора от КНДР избират да прекосят Тумъндзян в бягството си към Китай или Русия, заради недостига на храна. На десния (корейски бряг) са разположени градовете Мусан, Юсон, Хверьон, Онсон, а на левия (китайски бряг) – Тумин.